# Championnat de Belgique masculin de handball de deuxième division 2013-2014
Navigation
Division 2 2012-2013 Division 2 2014-2015
La saison 2013-2014 du Championnat de Belgique masculin de handball de deuxième division est la 51e saison de la deuxième plus haute division masculine de handball en Belgique. La première phase du championnat, la phase classique, est suivie des Play-offs pour les quatre premières équipes et des Play-downs pour les six autres.
Au terme de la saison, le KV Sasja HC Hoboken II décroche le titre. Le HKW Waasmunster termine second alors que les deux promus de début de saison, le Kreasa HB Houthalen et le United Brussels HC , terminent respectivement 3e et 4e. En raison de la création de la BeNe League, la Division 1 est revue à 8 équipes, ainsi deux équipes supplémentaires montent directement de la Division 2. Le KV Sasja HC Hoboken II, qui remplace le HC Eynatten-Raeren, sera ainsi accompagné de Waasmunster et de Houthalen. 
Dans le bas du classement, en Play-downs, le Waterloo ASH et la Sporting Neerpelt-Lommel II sont relégués, ils seront remplacés la saison suivante par l'EHC Tournai II et le HC Atomix.

## Participants
| Club                        | Matricule | Classement 2012-2013 | Localisation         | Entraîneur | Salle                             |
| --------------------------- | --------- | -------------------- | -------------------- | ---------- | --------------------------------- |
| VOO RHC Grâce-Hollogne/Ans¹ | 6         | 10e de D1            | Grâce-Hollogne       | ?          | Hall Omnisports de Grâce-Hollogne |
| HB Sint-Truiden             | 303       | 1er                  | Saint-Trond          | ?          | Sporthal Jodenstraat              |
| HC DB Gent                  | 182       | 3e                   | Gand                 | ?          | Sporthal Hekers                   |
| HK Waasmunster              | 357       | 4e                   | Waasmunster          | ?          | Sporthal Hoogendonck              |
| KV Sasja HC Hoboken         | 191       | 5e                   | Anvers               | ?          | Sportcomplex Sorghvliedt          |
| Waterloo ASH                | 27        | 6e                   | Waterloo             | ?          | Hall Omnisports de Visé           |
| HC Visé BM II               | 89        | 7e                   | Visé                 | ?          | Hall Omnisports de Visé           |
| Sporting Neerpelt-Lommel II | 112       | 8e                   | Neerpelt             | ?          |                                   |
| Kreasa HB Houthalen         | 154       | ? de Superliga       | Houthalen-Helchteren | ?          | Sporthal Lakerveld                |
| United Brussels HC          | 601       | 1er de D1 LFH        | Schaerbeek           | ?          |                                   |

¹Le VOO HC Herstal-Flémalle ROC, le matricule 006, change son nom et devient le VOO RHC Grâce-Hollogne/Ans.

### Localisation
| \| Grâce-Hollogne United Burssels Houthalen Waterloo ASH Sporting NeLo Waasmunster Sint-Truiden Gand KV Sasja II Visé II \| Localisation des clubs engagés dans le championnat |
| Grâce-Hollogne United Burssels Houthalen Waterloo ASH Sporting NeLo Waasmunster Sint-Truiden Gand KV Sasja II Visé II                                                          |

| # | Province                      | Nombre | Équipe(s)                                                         |
| - | ----------------------------- | ------ | ----------------------------------------------------------------- |
| 1 | Province de Limbourg          | 3      | HB Sint-Truiden, Sporting Neerpelt-Lommel II, Kreasa HB Houthalen |
| 2 | Province de Flandre-Orientale | 2      | HK Waasmunster, HC DB Gent                                        |
| 2 | Province de Liège             | 2      | HC Visé BM II, VOO RHC Grâce-Hollogne/Ans                         |
| 3 | Province d'Anvers             | 1      | KV Sasja HC Hoboken II                                            |
| 3 | Sans province                 |        |                                                                   |
| 3 | Région de Bruxelles-Capitale  | 1      | United Brussels HC                                                |

## Organisation du championnat
La saison régulière est disputée par 10 équipes jouant chacune l'une contre l'autre à deux reprises selon le principe des phases aller et retour. Une victoire rapporte 2 points, une égalité, 1 point et, donc une défaite 0 point.
À la suite des changements de format, la saison continue après la phase classique avec deux tours finals, contrairement à la saison précédente. Les 4 équipes les mieux classées s'engagent dans les Play-offs tandis que les 6 autres s'engage en Play-downs. En Play-off, ces quatre formations s'affrontent en phase aller-retour mais lors duquel l'équipe classée première de la saison régulière part avec 4 points, le second, 3, le troisième, 2, le quatrième, 1. Contrairement à la saison précédente, il n'y a pas de final de championnat étant donné que les deux premières équipes sont promus directement en Division 1. 
Après, ce tour, les deux meilleures équipes s'affrontent lors d'une finale au meilleur des trois dans laquelle, l'équipe ayant terminé deuxième, reçoit en premier. Les deux équipes ayant terminé aux deux dernières places, s'engage quant à elle dans un match pour la troisième place lors de laquelle, la formation classée troisième, reçoit.
En Play-downs, là aussi, les équipes ayant le mieux terminé la phase régulière débutent avec un avantage au niveau des points. Ainsi, le cinquième de la phase classique commence avec 6 points, le sixième, 5, le septième, 4, le huitième, 3, le neuvième, 2 et le dixième avec 1 point. Ces six équipes s'affrontent dans le but de ne pas terminer au deux dernières places, synonyme de relégation au troisième niveau.

## Saison régulière

### Classement
|    | Équipe                      | Pts | J  | G  | N | P  | Bp  | Bc  | Diff |
| -- | --------------------------- | --- | -- | -- | - | -- | --- | --- | ---- |
| 1  | KV Sasja HC Hoboken II      | 27  | 18 | 13 | 1 | 4  | 527 | 443 | 84   |
| 2  | HKW Waasmunster             | 24  | 18 | 11 | 2 | 5  | 509 | 442 | 67   |
| 3  | Kreasa HB Houthalen         | 21  | 18 | 9  | 3 | 6  | 465 | 450 | 15   |
| 4  | United Brussels HC          | 20  | 18 | 9  | 2 | 7  | 506 | 503 | 3    |
| 5  | HC DB Gent                  | 19  | 18 | 9  | 1 | 8  | 497 | 508 | -11  |
| 6  | HB Sint-Truiden             | 19  | 18 | 9  | 1 | 8  | 475 | 465 | 10   |
| 7  | Sporting Neerpelt-Lommel II | 16  | 18 | 8  | 0 | 10 | 438 | 464 | -26  |
| 8  | VOO RHC Grâce-Hollogne/Ans  | 15  | 18 | 7  | 1 | 10 | 506 | 513 | -7   |
| 9  | Waterloo ASH                | 10  | 18 | 5  | 0 | 13 | 464 | 532 | -68  |
| 10 | HC Visé BM II               | 9   | 18 | 4  | 1 | 13 | 473 | 540 | -67  |

|                 | Qualifié en Play-offs                    |
|                 | Play-downs                               |
| en augmentation | Promu 2013                               |
| en diminution   | relégué de Division 1 en début de saison |

### Matchs
| Résultats (dom.\ext.)                                      | VIS   | UBHC  | S-T   | N-L   | KVS   | WAT   | GRA   | HOU   | GEN   | WAA   |
| HC Visé BM 2                                               |       | 25-30 | 21-28 | 29-31 | 22-32 | 37-28 | 34-28 | 25-27 | 33-29 | 15-26 |
| United Brussels HC                                         | 33-32 |       | 33-30 | 22-21 | 29-35 | 30-27 | 21-24 | 22-20 | 34-24 | 33-33 |
| HB Saint-Trond                                             | 36-32 | 27-25 |       | 31-23 | 23-32 | 24-25 | 25-23 | 22-22 | 27-26 | 21-23 |
| Sporting Neerpelt-Lommel 2                                 | 29-23 | 21-26 | 28-23 |       | 28-25 | 20-19 | 31-25 | 25-22 | 27-31 | 22-28 |
| KV Sasja HC Hoboken 2                                      | 40-19 | 31-21 | 23-21 | 26-23 |       | 32-18 | 25-24 | 29-29 | 30-27 | 23-27 |
| Waterloo ASH                                               | 21-26 | 28-40 | 32-28 | 29-23 | 30-32 |       | 30-32 | 30-34 | 27-29 | 29-27 |
| VOO RHC Grâce-Hollogne/Ans                                 | 30-30 | 34-25 | 24-32 | 28-33 | 27-35 | 29-14 |       | 29-19 | 32-33 | 30-29 |
| Kreasa HB Houthalen                                        | 33-29 | 28-25 | 27-21 | 27-19 | 25-26 | 21-26 | 30-27 |       | 26-16 | 28-26 |
| HC DB Gand                                                 | 34-18 | 33-27 | 24-22 | 25-23 | 24-36 | 37-28 | 31-33 | 26-26 |       | 26-24 |
| HKW Waasmunster                                            | 25-23 | 30-30 | 32-34 | 25-11 | 26-24 | 31-23 | 35-27 | 27-21 | 35-22 |       |
| - Victoire à domicile - Match nul - Victoire à l'extérieur |       |       |       |       |       |       |       |       |       |       |

## Play-offs

### Classement
|   | Équipe                 | Pts | J | G | N | P | Bp  | Bc  | Diff |
| - | ---------------------- | --- | - | - | - | - | --- | --- | ---- |
| 1 | KV Sasja HC Hoboken II | 15  | 6 | 5 | 1 | 0 | 167 | 141 | 26   |
| 2 | HKW Waasmunster        | 10  | 6 | 3 | 1 | 2 | 128 | 127 | 1    |
| 3 | United Brussels HC     | 6   | 6 | 2 | 1 | 3 | 139 | 140 | -1   |
| 4 | Kreasa HB Houthalen    | 3   | 6 | 0 | 1 | 5 | 147 | 173 | -26  |

|  | Promotion en Division 1                                       |
|  | Match pour la troisième place, qualifiable pour la Division 1 |

### Matchs
| Résultats (dom.\ext.)                                      | KVS   | WAA   | HOU   | UBHC  |
| KV Sasja HC Hoboken 2                                      |       | 24-21 | 25-17 | 38-27 |
| HKW Waasmunster                                            | 22-22 |       | 33-29 | 27-21 |
| Kreasa HB Houthalen                                        | 30-33 | 21-25 |       | 28-28 |
| United Brussels HC                                         | 24-25 | 10-0  | 29-22 |       |
| - Victoire à domicile - Match nul - Victoire à l'extérieur |       |       |       |       |

#### Match pour la troisième place
| 03 mai 2014 | Kreasa HB Houthalen | 32 - 31 | United Brussels HC | Sporthal Lakerveld, Houthalen-Helchteren |

| 17 mai 2014 | United Brussels HC | 32 - 33 | Kreasa HB Houthalen | Palais du Midi, Bruxelles |

- Kreasa HB Houthalen 2 - 0 United Brussels HC : Le Kreasa HB Houthalen est promu en Division 1 pour la saison 2014-2015

## Play-downs

### Classement
|   | Équipe                      | Pts | J  | G | N | P | Bp  | Bc  | Diff |
| - | --------------------------- | --- | -- | - | - | - | --- | --- | ---- |
| 1 | HC DB Gent                  | 18  | 10 | 6 | 1 | 3 | 267 | 251 | 16   |
| 2 | HB Sint-Truiden             | 15  | 10 | 4 | 1 | 5 | 260 | 242 | 18   |
| 3 | HC Visé BM II               | 13  | 10 | 6 | 0 | 4 | 270 | 268 | 2    |
| 4 | VOO RHC Grâce-Hollogne/Ans  | 13  | 10 | 4 | 2 | 4 | 268 | 271 | -3   |
| 5 | Waterloo ASH                | 12  | 10 | 4 | 2 | 4 | 259 | 257 | 2    |
| 6 | Sporting Neerpelt-Lommel II | 10  | 10 | 2 | 2 | 6 | 219 | 254 | -35  |

|  | Relégation au troisième niveau |

### Matchs
| Résultats (dom.\ext.)                                      | GEN   | S-T   | VIS   | GRA   | WAT   | N-L   |
| HC DB Gent                                                 |       | 25-19 | 29-32 | 24-24 | 31-27 | 25-19 |
| HB Sint-Truiden                                            | 24-28 |       | 37-19 | 27-33 | 22-18 | 29-17 |
| HC Visé BM II                                              | 30-27 | 24-23 |       | 22-23 | 29-24 | 27-23 |
| VOO RHC Grâce-Hollogne/Ans                                 | 28-31 | 28-32 | 29-28 |       | 25-25 | 26-21 |
| Waterloo ASH                                               | 24-26 | 29-26 | 28-26 | 36-28 |       | 23-23 |
| Sporting Neerpelt-Lommel II                                | 24-21 | 21-21 | 25-33 | 25-24 | 21-25 |       |
| - Victoire à domicile - Match nul - Victoire à l'extérieur |       |       |       |       |       |       |

## Champion
| Champion de Belgique masculin de handball de Division 2 2013-2014 KV Sasja HC Hoboken II 1er titre |

## Bilan

### Classement final
| Rang | Équipe                      |
| ---- | --------------------------- |
| 1er  | KV Sasja HC Hoboken II      |
| 2e   | HKW Waasmunster             |
| 3e   | Kreasa HB Houthalen         |
| 4e   | United Brussels HC          |
| 5e   | HC DB Gent                  |
| 6e   | HB Sint-Truiden             |
| 7e   | HC Visé BM II               |
| 8e   | VOO RHC Grâce-Hollogne/Ans  |
| 9e   | Waterloo ASH                |
| 10e  | Sporting Neerpelt-Lommel II |

|                 | Qualifiés pour la Division 1 |
|                 | Relégués en troisième niveau |
| en augmentation | Promu de début de saison     |
| en diminution   | Relégué de début de saison   |

### Bilan de la saison
| Tableau d'honneur de la saison 2013-2014 |                                                            |                 |
| Compétition                              | Vainqueur                                                  | Commentaire     |
| Championnat de Belgique                  | KV Sasja HC Hoboken II                                     | 1er titre       |
| Promu en Division 1                      | KV Sasja HC Hoboken II HKW Waasmunster Kreasa HB Houthalen | 1er 2e 3e       |
| Promotions et relégations                |                                                            |                 |
| Promu de Superliga (Ligue flamande)      | HC Atomix                                                  | 1er (Superliga) |
| Promu de D1 LFH (Ligue francophone)      | EHC Tournai II                                             | 1er (D1 LFH)    |
| Relégation en Superliga (Ligue flamande) | Sporting Neerpelt-Lommel II                                | 10e             |
| Relégation en D1 LFH (Ligue francophone) | Waterloo ASH                                               | 9e              |